# Tetramorium berbiculum
Tetramorium berbiculum är en myrart som beskrevs av Bolton 1980. Tetramorium berbiculum ingår i släktet Tetramorium och familjen myror. Inga underarter finns listade i Catalogue of Life.